# يوهان غروبر
يوهان غروبر (بالألمانية: Johann Gruber)‏ هو كاهن كاثوليكي نمساوي، ولد في 20 أكتوبر 1889 في Grieskirchen ‏ في النمسا، وتوفي في 7 أبريل 1944 في Gusen I concentration camp ‏ في النمسا.